# Al Talaba
Al Talaba SC is een Iraakse voetbalclub uit Bagdad, de club is opgericht in 1969. Het woord Talaba betekent studenten in het Arabisch. In de 1996 editie van de Aziatische beker voor bekerwinnaars werd de club 2de achter het Japanse Shonan Bellmare.

## Erelijst
- Super League (Irak)

(5): 1981, 1982, 1986, 1993, 2002
- Irak FA Cup

(2): 2002, 2003

## Bekende spelers
- Nashat Akram
- Younis Mahmoud
- Bassim Abbas
- Noor Sabri